# Чирш-Хірлепи
Чирш-Хірле́пи (рос. Чирш-Хирлепы, чув. Чăрăш Хирлеп) — присілок у складі Вурнарського району Чувашії, Росія. Входить до складу Азімсірминського сільського поселення.
Населення — 100 осіб (2010; 124 у 2002).
Національний склад:
- чуваші — 98 %